# Peter Thomann (Architekt)

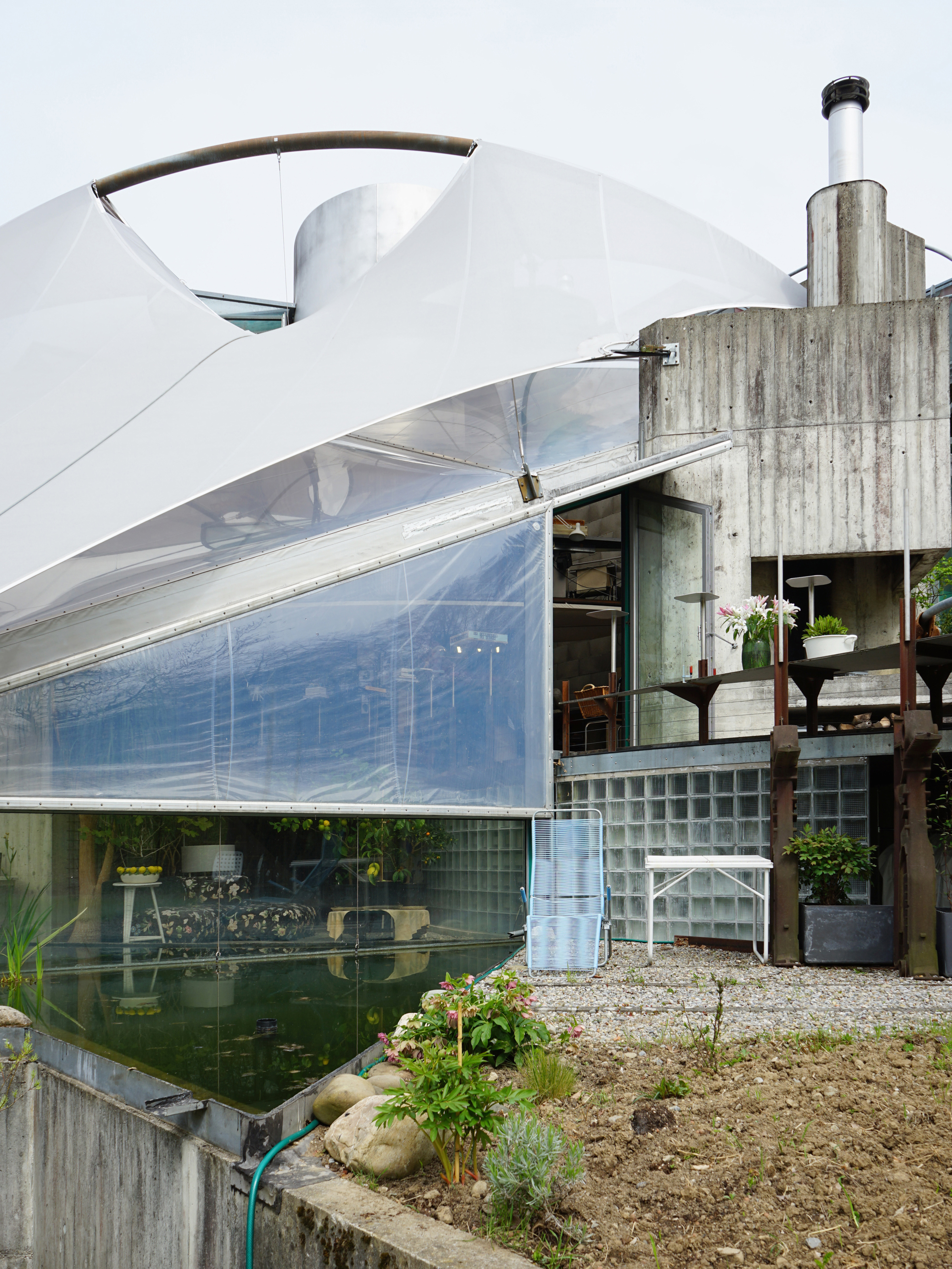
Haus K3

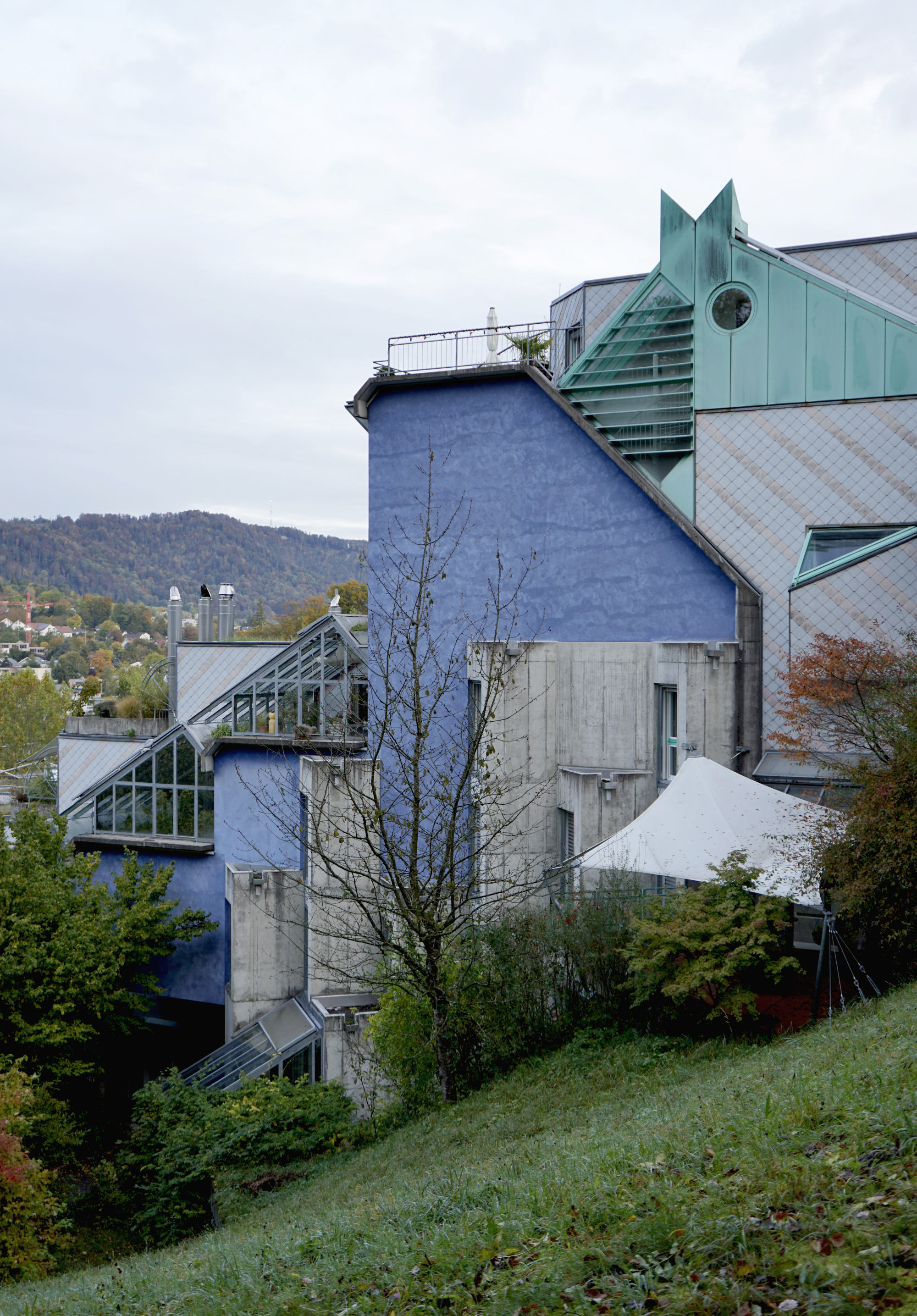
Siedlung Rütiwiese

Peter Thomann (* 1935 in Zürich) ist ein Schweizer Architekt, er lebt und arbeitet in Adliswil (ZH). Er wurde ebenso durch seine Aktivitäten als Bauherr bekannt wie durch seine Architektur.

## Leben
Peter Thomann studierte Architektur in Zürich unter anderem bei Friedrich Hess, Charles-Edouard Geisendorf, Werner M. Moser und Alfred Roth, bei dem er diplomierte. Während des Studiums gründete er mit Max Kasper und Hans Bosshard das Architekturbüro KTB. Neben seiner Tätigkeit als Architekt war Thomann sieben Jahre als Assistent an der ETH Zürich tätig, zuerst bei Walter Custer und dann bei Hermann Zinn. Ausserdem lehrte er einen Sommer lang an der Blacksburg University, Virginia, USA.

## Werk
Zu seinen wichtigsten Bauten gehören die Wohnsiedlungen «Rütiwiese» und «Mauersegler», heute unter dem Namen «Wohnunikat» bekannt, in Adliswil.
Die aus der Seidenstoffweberei Adliswil entstandene Immobilienfirma MSA begann in den 1970er Jahren mit der Entwicklung des Westhangs oberhalb der am Fluss gelegenen Fabrik. 1973 konnte Peter Thomann mit dem Büro KTB in einer wettbewerbsartigen Ausmachung den Auftrag Überbauungsplanung gewinnen, wovon auch der erste Abschnitt gebaut wurde; eine Reihenhauszeile und ein Mehrfamilienhaus. Doch dann stockte die Planung, und das Büro löste sich auf. 
Peter Thomann arbeitete einen neuen Überbauungsplan aus, doch die verantwortliche Immobilienfirma MSA zog sich zurück und entschied, das Land mitsamt bewilligtem Projekt zu verkaufen. Aufgrund der geringen Nachfrage war der Kaufpreis günstig (unter 200CHF/m²). Thomann erwarb das Grundstück im Sommer 1979 und entwickelte seine Projekte weiter. Mit dem Grundstück am Westhang hatte Thomann ein grosses Testfeld erworben. Er baute für weitere 20 Jahre daran. Aus finanziellen Gründen werden die Wohnungen verkauft und nicht vermietet.
In einer ersten Etappe entstanden 1979–1981 eine Reihenhauszeile und ein Terrassenhaus auf dem Baufeld Nord. In einer zweiten Etappe baute Thomann von 1993 bis 1995 auf dem Baufeld Süd eine dichte städtische Struktur mit autofreien inneren Erschliessungswegen. Zur Strasse hin schliesst die Siedlung mit einer Reihenhauszeile und einem Reihenhausblock ab, in dem sich auch Peter Thomanns Privathaus befindet.
Im Jahr 2000 lancierte Thomann das Projekt «Mauersegler». Drei Jahre später kaufte er von der Stadt das Stück Land oberhalb der Siedlung «Rütiwiese» und begann kurz darauf mit dem Bau. Der Rohbau wurde in einem Zug erstellt, der Ausbau der einzelnen Einheiten sollte jedoch sukzessiv geschehen. Nachdem 2006 die ersten sechs Einheiten verkauft, ausgebaut und bezogen waren, stockte der Vorverkauf der weiteren Wohneinheiten, woraufhin die Bank 2007 den Baukredit kündigte. Die «Mauersegler AG» musste Konkurs anmelden.
Nachdem die «See Immo AG» das unvollendete Bauprojekt 2009 ersteigerte und nach einem Jahr wieder verkaufte, übernahm eine Investorengruppe aus dem Umfeld des «Mauerseglers» das Projekt und beauftragte «Meierpartner Architekten» mit der Fertigstellung. 2011 wurde das Projekt unter dem Namen «Wohnunikate» neu lanciert, mit Peter Thomann als Verkaufsberater.
Zu seinen wichtigsten Bauten gehören – neben den Wohnbauten in Adliswil – die Härterei Bronschhofen (TG), die «Zukunftsfabrik» in Münchwilen (TG) sowie Schulhäuser in Herdern (TG) und Uttwil (TG).